# مارك تي كارلتون
مارك تي كارلتون (بالإنجليزية: Mark T. Carleton)‏ هو مؤرخ أمريكي، ولد في 7 فبراير 1935 في باتون روج في الولايات المتحدة، وتوفي في 2 أكتوبر 1995.